# Marchainville
Marchainville foi uma comuna francesa na região administrativa da Normandia, no departamento Orne. Estendia-se por uma área de 21,89 km². Em 2010 a comuna tinha 203 habitantes (densidade: 9,3 hab./km²).
Em 1 de janeiro de 2016, passou a formar parte da nova comuna de Longny les Villages.